# Sveriges Radios sportårskrönika
Sveriges Radios sportårskrönika är en årskrönika i Radiosporten, som brukar sändas runt jul-nyår. Numera är programmet uppdelat i sommarsport och vintersport.